# Биг Лејк (Аљаска)
Биг Лејк (енгл. Big Lake) насељено је место без административног статуса у америчкој савезној држави Аљаска.

## Демографија
По попису из 2010. године број становника је 3.350, што је 715 (27,1%) становника више него 2000. године.
| Група             | 2000.         | 2010.         |
| Белци             | 2.275 (86,3%) | 2.833 (84,6%) |
| Афроамериканци    | 9 (0,3%)      | 7 (0,2%)      |
| Азијати           | 7 (0,3%)      | 18 (0,5%)     |
| Хиспаноамериканци | 52 (2,0%)     | 104 (3,1%)    |
| Укупно            | 2.635         | 3.350         |